# Alexander Baburin
Alexander Baburin (in russo Александр Евгеньевич Бабурин?, Aleksandr Evgen'evič Baburin; Gor'kij, 19 febbraio 1967) è uno scacchista sovietico naturalizzato irlandese, Grande maestro.
Nel 1993 si è trasferito a Dublino, acquisendo la nazionalità irlandese.

## Carriera
Ha partecipato per l'Irlanda dal 1996 al 2008 a sei olimpiadi degli scacchi, sempre in prima scacchiera, col risultato complessivo di +18 =37 –12.
Ha vinto il campionato irlandese nel 2008, l'unica volta a cui vi ha partecipato.
Tra gli altri risultati di rilievo:
- 1991 : =1º a Budapest con Christofer Lutz
- 1995 : =1º a Dublino
- 1997 : 1º a San Francisco; 1º all'Isola di Man, con 8/9
- 1999 : =1º a Copenaghen nella Politiken Cup, con Tiger Hillarp Persson

Ha scritto per le edizioni Batsford il libro Winning Pawn Structures (2003).
Raggiunse il massimo punteggio Elo in gennaio 2001, con 2598 punti.